# Repristinação
A repristinação é a reentrada em vigor de uma norma jurídica (A) que tenha sido anteriormente revogada por outra (B) em consequência da revogação desta última por uma nova norma jurídica (C).
Exemplificando: A norma jurídica A é revogada pela norma jurídica B. Se a norma jurídica C revogar a norma B e recolocar em vigor a norma A diz-se que ocorre a repristinação de A.

## Em Portugal
Em Portugal a regra é, de acordo com o n.º 4 do artigo 7.º do Código Civil, a da não repristinação:
«A revogação da lei revogatória não importa o renascimento da lei que esta revogara.»
Assim, para ocorrer a repristinação ela tem de ser expressamente determinada pela lei revogatória.
Uma exceção a esta regra geral é a prevista no artigo 282.º da Constituição da República Portuguesa que estabelece que se uma norma for declarada inconstitucional ou ilegal com força obrigatória geral é automaticamente repristinada a lei que eventualmente tenha sido revogada pela norma declarada inconstitucional ou ilegal:
«1. A declaração de inconstitucionalidade ou de ilegalidade com força obrigatória geral produz efeitos desde a entrada em vigor da norma declarada inconstitucional ou ilegal e determina a repristinação das normas que ela, eventualmente, haja revogado.
2. Tratando-se, porém, de inconstitucionalidade ou de ilegalidade por infração de norma constitucional ou legal posterior, a declaração só produz efeitos desde a entrada em vigor desta última.
3. Ficam ressalvados os casos julgados, salvo decisão em contrário do Tribunal Constitucional quando a norma respeitar a matéria penal, disciplinar ou de ilícito de mera ordenação social e for de conteúdo menos favorável ao arguido.
4. Quando a segurança jurídica, razões de equidade ou interesse público de excecional relevo, que deverá ser fundamentado, o exigirem, poderá o Tribunal Constitucional fixar os efeitos da inconstitucionalidade ou da ilegalidade com alcance mais restrito do que o previsto nos n.os 1 e 2.»

## No Brasil
Para o ordenamento jurídico brasileiro, a lei revogada não se restaura por ter a lei revogadora perdido a vigência. A repristinação só é admitida se for expressa.
Con efeito, o § 3.º do artigo 2.º da Lei de Introdução do Código Civil (Decreto-Lei n.º 4657, de 4 de setembro de 1942), hoje denominado Lei de Introdução às Normas do Direito Brasileiro, estabelece o seguinte:
«Art. 2.º
Não se destinando à vigência temporária, a lei terá vigor até que outra a modifique ou revogue.
§ 1.º A lei posterior revoga a anterior quando expressamente o declare, quando seja com ela incompatível ou quando regule inteiramente a matéria de que tratava a lei anterior.
§ 2.º A lei nova, que estabeleça disposições gerais ou especiais a par das já existentes, não revoga nem modifica a lei anterior.
§ 3.º Salvo disposição em contrário, a lei revogada não se restaura por ter a lei revogadora perdido a vigência.»
O que pode ocorrer é voltar a vigência ao conteúdo da norma "1", se tal conteúdo foi repetido na norma "3", ou seja, não há repristinação automática ou implícita; só ocorre se for expressamente prevista.
Entretanto, poderá ocorrer o efeito repristinatório por meio de atuação do poder judiciário, ou seja, no controle de constitucionalidade em que a lei B, que revogou a lei A, seja declarada inconstitucional pelo STF, esta voltará a vigorar. E ainda, quando estiver previsto expressamente, por outra lei posterior, que aquela voltará, no todo ou em parte, a vigorar.